# Permiso de respiración de Horus

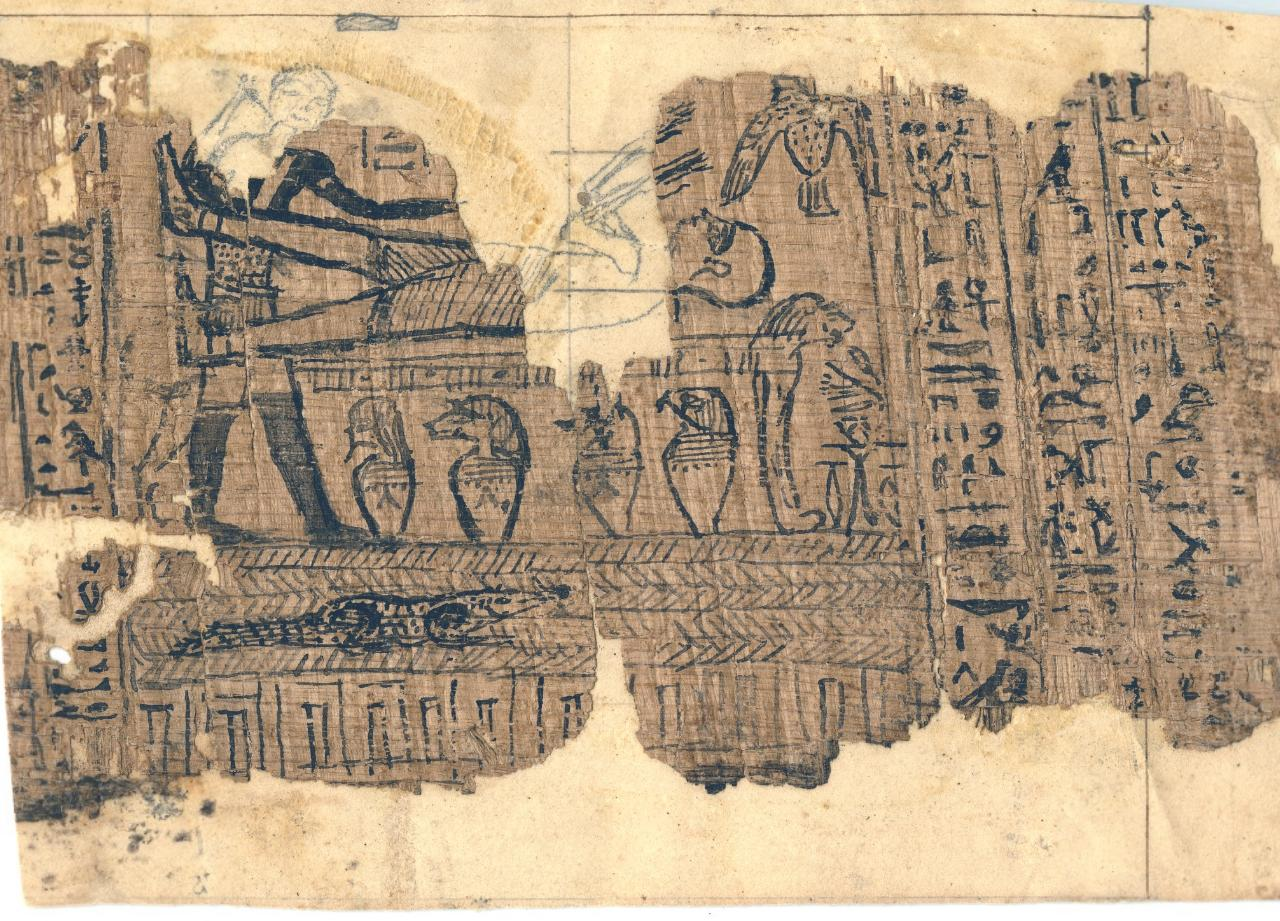
Una porción del Permiso de respiración de Horus, el cual fue utilizado por Joseph Smith como fuente del Libro de Abraham.

El Permiso de respiración de Horus, Libro de la respiración de Horus o Libro de las respiraciones de Horus es un texto funerario de la  época ptolemaica escrito para un sacerdote tebano llamado Horus, también traducido como Hôr u Horos. El Permiso de respiración ayudó a su dueño a navegar a través de la otra vida, siendo considerado digno y viviendo para siempre.
El sacerdote Horus, provenía de una importante familia de sacerdotes tebanos de Amon-Re en el culto de «Min que masacra a sus enemigos». Su árbol genealógico puede reconstruirse de manera confiable a partir de fuentes independientes hasta ocho generaciones.
El permiso de respiración de Horus y su momia fueron desenterrados por Antonio Lebolo a principios de 1800 y finalmente vendidos a Joseph Smith, fundador del Movimiento de los Santos de los Últimos Días o mormonismo, como parte de una colección más grande que incluía tres momias y al menos otros cuatro documentos funerarios, siendo estos últimos conocidos como los papiros de Joseph Smith. El pergamino de Horus es una fuente que Smith utilizó en su creación «del Libro de Abraham», por lo que ha sido estudiado y es fuente de gran controversia.

## Trasfondo
En algún momento en los años posteriores a la venta a Joseph Smith en 1835, la primera parte del pergamino se cortó y se colocó en marcos. Después de la muerte de Joseph Smith, la colección de papiros finalmente se dividió y las partes fueron destruidas en el Gran Incendio de Chicago de 1871. Se presumió que toda la colección se perdió, pero se redescubrió en el Museo Metropolitano de Nueva York en 1966. Desde entonces los papiros restantes, incluidas las primeras secciones del Permiso de respiración de Horus, han sido propiedad de la Iglesia de Jesucristo de los Santos de los Últimos Días.

## Relación con el libro de Abraham
Tanto los eruditos SUD como los eruditos no mormones creen que este pergamino es de donde proviene el Libro de Abraham. Esto se basa en la inclusión del Facsímil número 1 (JSP I) y número 3 de este rollo en el Libro de Abraham, y titulado por Joseph Smith como «del Libro de Abraham». Otra evidencia es que los caracteres de este pergamino se copiaron secuencialmente en los manuscritos de traducción del Libro de Abraham.
También existe un acuerdo generalizado de que el texto del Libro de Abraham no proviene de los fragmentos de papiros restantes. Algunos estudiosos de la iglesia, especialmente Hugh Nibley y John Gee, argumentan que la fuente del Libro de Abraham se agregó al final de este rollo, después del Permiso de respiración.

## Reconstrucción
Los fragmentos de papiro de la colección de papiros de Joseph Smith conocidos como JSP I, X, XI y el ahora desaparecido Facsímil número 3 del Libro de Abraham publicado por Smith se pueden volver a armar para reconstruir parcialmente el rollo que contiene el Permiso de respiración perteneciente al sacerdote Horus. Se dañaron partes de los papiros de JSP X y XI, y se volvieron a pegar incorrectamente en lagunas en JSP IV, pero no pertenecen a JSP IV.

## Citas
La escritura a mano se identificó como «del período ptolemaico tardío o del período romano temprano, alrededor del tiempo de Cristo». Jan Quaegebeur ha sugerido una fecha en la primera mitad del siglo II a. C.

## Comparación deJoseph Smith Papyrus Icon otras viñetas similares
A partir de 1998, había veintinueve ejemplos conocidos del Libro de las Respiraciones, de los cuales el fragmento de papiro de Joseph Smith es un ejemplo. De esos veintinueve, dieciocho tienen viñetas asociadas con ellos. Aunque no hay dos facsímiles completamente idénticos, hay características comunes entre todos. Una comparación de los facsímiles del Libro de Abraham con estos otros documentos indica que aunque el Facsímil número 1 del Libro de Abraham (derivado de JSP I) es único, estas diferencias son superficiales y no lo suficientemente significativas para indicar que no son más que una representación de una escena de reanimación egipcia del Libro de la respiración hecha por Isis.

## Controversia con la longitud de los rollos
La posición oficial adoptada por la Iglesia de Jesucristo de los Santos de los Últimos Días sobre los papiros es que «los egiptólogos mormones y no mormones están de acuerdo en que los caracteres de los fragmentos no coinciden con la traducción dada en el libro de Abraham». Ante esto, algunos apologistas mormones han postulado que el manuscrito del Libro de Abraham se adjuntó al final de este pergamino y ya no existe. La evidencia de este reclamo son las cuentas de los años 1840 y 1850 de visitantes de Nauvoo que vieron los papiros después de haber sido separados y enmarcados.
El libro actual de Abraham en inglés tiene aproximadamente 5506 palabras, lo que se correlacionaría con una longitud de 5,11 metros de papiros. Como Joseph Smith nunca completó su traducción del Libro de Abraham, la mencionada traducción está incompleta, por lo que el pergamino habría sido aún más largo.
Al tomar la longitud de los fragmentos actuales, además de estimar cuánto espacio habría ocupado la sección faltante del Libro de la respiración, se ha estimado que el tamaño del pergamino oscila entre 150 y 156 cm.
Si un rollo se daña mientras se enrolla, y el daño se filtra a más de una capa, la longitud del rollo también se puede estimar midiendo la distancia entre las secciones dañadas. Al observar la distancia decreciente entre las secciones dañadas, se puede extrapolar la longitud del desplazamiento. Con este método, el pergamino de Horus se corrobora para medir unos 150 cm.
Si bien los textos funerarios a veces se incluían al final de las composiciones funerarias, sería un descubrimiento único encontrar un texto no funerario como el Libro de Abraham adjunto. El egiptólogo Marc Coenen declaró: «Concluir que un registro de Abraham o cualquier otro texto extraño a la práctica funeraria y/o litúrgica egipcia ptolemaica alguna vez se adjuntó al papiro de Smith es una afirmación que no se basa en un análisis egiptológico ampliamente aceptado».
Después de examinar la evidencia, el egiptólogo Robert Ritner dijo: «No se puede tratar de ninguna sección "perdida" del papiro que contuviera un texto antiguo compuesto por Abraham, ya que [Joseph Smith] reclama y representa la viñeta ptolemaica como su propia adición (Facsímil número 1)».